# Ministerstwo Transportu, Żeglugi i Łączności
Ministerstwo Transportu, Żeglugi i Łączności - urząd ministra, centralny organ administracji rządowej, członek Rady Ministrów, powołany w  celu kierowania i zarządzania całokształtem spraw z zakresu transportu, żeglugi i łączności.

## Powołanie urzędu
Na podstawie ustawy z   1987 r. o utworzeniu urzędu Ministra Transportu, Żeglugi i Łączności ustanowiono urząd, w miejsce zniesionego urzędu Ministra Komunikacji, Urzędu Gospodarki Morskiej oraz urzędu Ministra Łączności.

## Zakres działania urzędu
Do zadań Ministra Transportu, Żeglugi i Łączności należała  realizacja polityki państwa w zakresie transportu, gospodarki morskiej i łączności, a w szczególności:
- opracowywanie założeń polityki w zakresie transportu i łączności,
- opracowywanie założeń polityki morskiej,
- analizowanie i prognozowanie potrzeb społeczeństwa i gospodarki oraz rynku międzynarodowego na usługi transportu i łączności w celu opracowywania założeń, programów rozwoju i studiów podyplomowych,
- zapewnianie sprawnego i efektywnego funkcjonowania transportu i łączności,
- współdziałanie w kształtowaniu systemów ekonomiczno-finansowych oraz narzędzi i instrumentów służących sterowaniu działalnością podmiotów gospodarczych,
- inicjowanie przedsięwzięć organizacyjnych i ekonomiczno-finansowych, mających na celu efektywne wykorzystanie transportu i łączności,
- współdziałanie w opracowywaniu planów społeczno-gospodarczych oraz planu finansowego, budżetu państwa i bilansu płatniczego;
- określanie kierunków rozwoju i upowszechnianie postępu naukowo-technicznego i organizacyjnego dla zapewnienia należytej jakości i kompleksowej obsługi gospodarki i społeczeństwa w zakresie transportu i łączności, a także racjonalnego wykorzystania dostępu do morza,
- prowadzenie polityki inwestycyjnej, w tym koordynowanie i nadzorowanie procesu realizacji inwestycji centralnych,
- współdziałanie w programowaniu prac badawczo-rozwojowych,
- tworzenie warunków dla wdrażania nowoczesnych rozwiązań naukowych i technicznych, w szczególności w zakresie modernizacji środków transportu i automatyzacji szlaków kolejowych oraz rozwoju nowoczesnych sieci teleinformatycznych,
- tworzenie warunków dla przepływu informacji naukowo-technicznej i ekonomicznej,
- tworzenie technicznych, ekonomicznych i organizacyjnych warunków dla dostosowywania struktury rodzajowej transportu, gospodarki morskiej i łączności do wymagań efektywnej obsługi gospodarki i społeczeństwa,
- tworzenie i inicjowanie tworzenia przedsiębiorstw państwowych i innych jednostek organizacyjnych, zakładanie i inicjowanie zakładania spółek oraz występowanie z inicjatywą tworzenia jednostek drobnej wytwórczości,
- określanie kierunków i inicjowanie doskonalenia struktury organizacyjnej systemów transportu i łączności;
- współdziałanie w programowaniu rozwoju produkcji środków transportu i łączności;
- tworzenie warunków dla zapewnienia sprawnej pod względem technicznym i bezpiecznej pracy transportu i łączności;
- określanie warunków budowy, utrzymania i eksploatacji kolei, dróg publicznych, portów lotniczych i morskich oraz budowli i urządzeń komunikacyjnych, telekomunikacyjnych i pocztowych,
- ustalanie zasad ruchu drogowego i lotniczego oraz żeglugi morskiej i śródlądowej,
- ustalanie warunków świadczenia usług przewozu i spedycji,
- ustalanie zasad rejestracji, ewidencji oraz klasyfikacji pojazdów, cywilnych statków powietrznych oraz statków żeglugi śródlądowej,
- inicjowanie określania warunków prowadzenia działalności transportowej,
- określanie warunków szkolenia i wydawania zezwoleń uprawniających do prowadzenia pojazdów i wykonywania czynności personelu lotniczego,
- ustalanie zasad tworzenia, użytkowania i likwidacji urządzeń, linii i sieci telekomunikacyjnych,
- określanie warunków organizowania usług pocztowych i telekomunikacyjnych oraz kolportażu prasy,
- wykonywanie państwowego nadzoru technicznego w transporcie i łączności;
- ustalanie zasad kwalifikacji załóg polskich statków morskich, nadzoru klasyfikacyjnego i rejestru statków morskich oraz radiokomunikacji i radionawigacji morskiej,
- licencjonowanie żeglugi i rybołówstwa morskiego;
- programowanie i tworzenie warunków rozwoju rybołówstwa morskiego i przemysłu rybnego;
- tworzenie warunków do racjonalnego wykorzystywania zasobów morza w polskiej strefie ekonomicznej oraz efektywnego uczestnictwa w eksploatacji mórz międzynarodowych;
- kształtowanie zasad i realizacja polityki doboru i doskonalenia kadr kierowniczych w transporcie, żegludze i łączności,
- współdziałanie w realizacji współpracy gospodarczej z zagranicą;
- inicjowanie i zawieranie porozumień międzynarodowych w zakresie transportu, gospodarki morskiej i łączności oraz wykorzystania zasobów morskich, w szczególności porozumień dotyczących unowocześniania środków i systemów transportu oraz łączności,
- zapewnianie warunków do rozwoju usług tranzytowych,
- określanie zasad oraz nadzór nad współpracą przedsiębiorstw i innych jednostek organizacyjnych transportu i łączności z zagranicą,
- określanie zasad tworzenia, działalności i likwidacji zagranicznych delegatur i przedstawicielstw jednostek transportu, gospodarki morskiej i łączności;
- kształtowanie polityki w zakresie wykonywania transportu przez jednostki gospodarki uspołecznionej i nie uspołecznionej oraz osoby fizyczne,
- ustalanie taryf za usługi pocztowe i telekomunikacyjne o charakterze powszechnym, taryf przewozowych, opłat za usługi lotnicze, a także taryf i opłat za usługi komunikacyjne;
- wykonywanie zadań w zakresie obronności i bezpieczeństwa państwa oraz innych zadań określonych w odrębnych przepisach.

## Występujące działy urzędu
Zadania i obowiązki Minister Transportu, Żeglugi i Łączności realizował  w zakresie:
- transportu drogowego,
- transportu kolejowego,
- transportu rurociągowego,
- transportu morskiego i śródlądowego,
- transportu lotniczego oraz usług lotniczych,
- łączności przewodowej, bezprzewodowej i satelitarnej,
- krajowej sieci teleinformatycznej,
- dróg lądowych i morskich,
- portów lotniczych, morskich i śródlądowych,
- poczty i kolportażu czasopism,
- morskich i rzecznych stoczni remontowych,
- rybołówstwa morskiego,
- ochrony środowiska morskiego,
- ratownictwa morskiego.

## Zniesienie urzędu
Na podstawie ustawy z   1989 r. o utworzeniu urzędu Ministra Transportu i Gospodarki Morskiej zniesiono urząd Minister Transportu, Żeglugi i Łączności.